# Æon Spoke
Æon Spoke — американская рок-группа из Лос-Анджелеса, основана в 1999 году. Образована бывшими участниками групп Cynic и Death Полом Масвидалом и Шоном Рейнертом.

## Состав

### Основатели
- Пол Масвидал — вокал, гитара, клавишные
- Шон Рейнерт — ударные, вокал, клавишные

### Участники
- Крис Тристрэм — бас-гитара
- Стивен Гамбина — бас-гитара
- Эво — гитара
- Крис Крингел — бас-гитара
- Виктория Сесилия — бас-гитара

## Дискография

### Студийные альбомы
- 2004 — Above the Buried Cry
- 2007 — Æon Spoke

### Мини-альбомы
- 2003 — Æon Spoke

1. «Emmanuel» — 3:33
2. «Sand & Foam» — 3:18
3. «Silence» — 4:09
4. «Blinded» — 2:45
5. «For Good» — 3:39
6. «No Answers» — 3:15

### Demo-записи
- 2000 — Demo 2000

1. «Nothing» (aka Damaged) — 2:24
2. «Ghostland» — 3:32
3. «No Answers» — 3:52
4. «Homosapien» — 3:33
5. «Is There Anyone» — 02:16
6. «Blinded» — 2:41

### Радио-сессии
- 2003 — X-posure XFM Session[1]

1. «Umbrella» — 4:00
2. «Pablo at the Park» — 5:11
3. «Silence» — 4:03

### Другие композиции
- 2005 — Tristan & Pelanore — 4:15
- 2005 — When Sunrise Skirts the Moor — 3:52

## Видео
- 2004 — Emmanuel
- 2005 — Emmanuel (What the Bleep Do We Know!? version)
- 2007 — Pablo (At the Park)